# 서용석 (국악인)
서용석(徐龍錫, 1940년 2월 7일~2013년 3월 17일)은 대한민국의 대금 연주가 겸 아쟁 연주가이며, 국악 작곡가로 활약한 국악인이다. 본관은 이천(利川).
호남 지역의 순토박이 집안의 후손으로, 전남 곡성에서 아버지 서쌍갑(西雙甲, 1915년~1943년)과 어머니 박점례(朴点澧, 1911년~1946년)와의 사이에서 무매독자 외동아들(무녀독남)로 출생하였고, 어린 시절 아버지를 병으로 여읜 이후로는, 사실상 친조부 서복룡(徐福龍, 1894년~1973년)과 친조모 청주 한씨 부인의 손에 자라면서 1944년에서부터 1955년까지 전남 장성·전북 군산·익산에서 학창 시절을 보내며 자란 그는, 이후 1955년에서부터 서울 유학 생활을 하였으며, 1957년 8월, 대금 연주가로 첫 데뷔를 하였고, 2년 후 1959년 3월, 아쟁 연주가로 데뷔하였다.

## 주요 경력
- 국립국악원 민속연주단 음악감독

## 기타 비고 사안
- 그는 박흥주(朴興柱) 전직 중앙정보부 부장 비서실 수행비서관(육군 대령 출신)과 1958년 서울고등학교 졸업 동기이기도 하다.